# 東京大学大学院法学政治学研究科・法学部

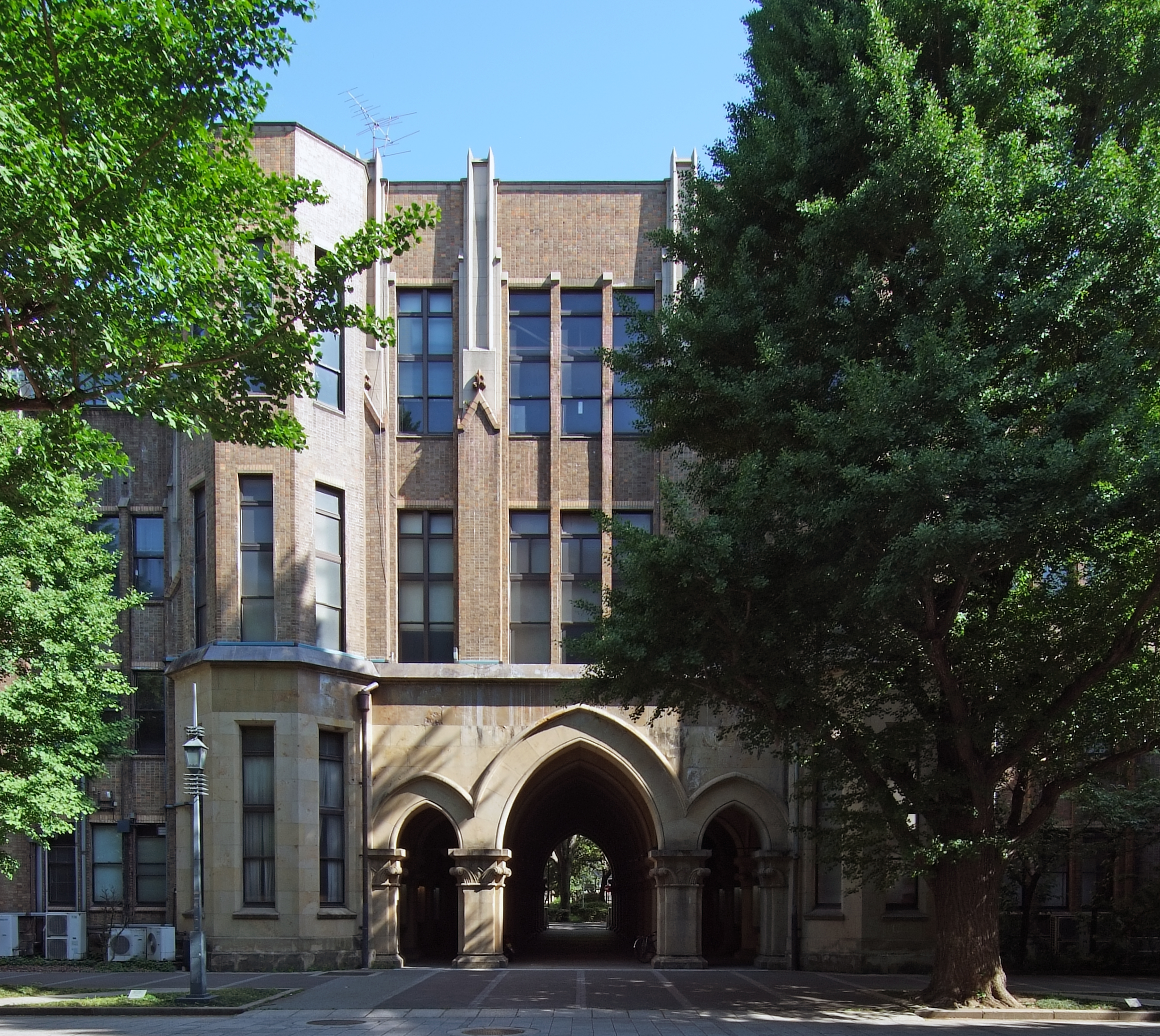
法文1号館（1935年竣工）

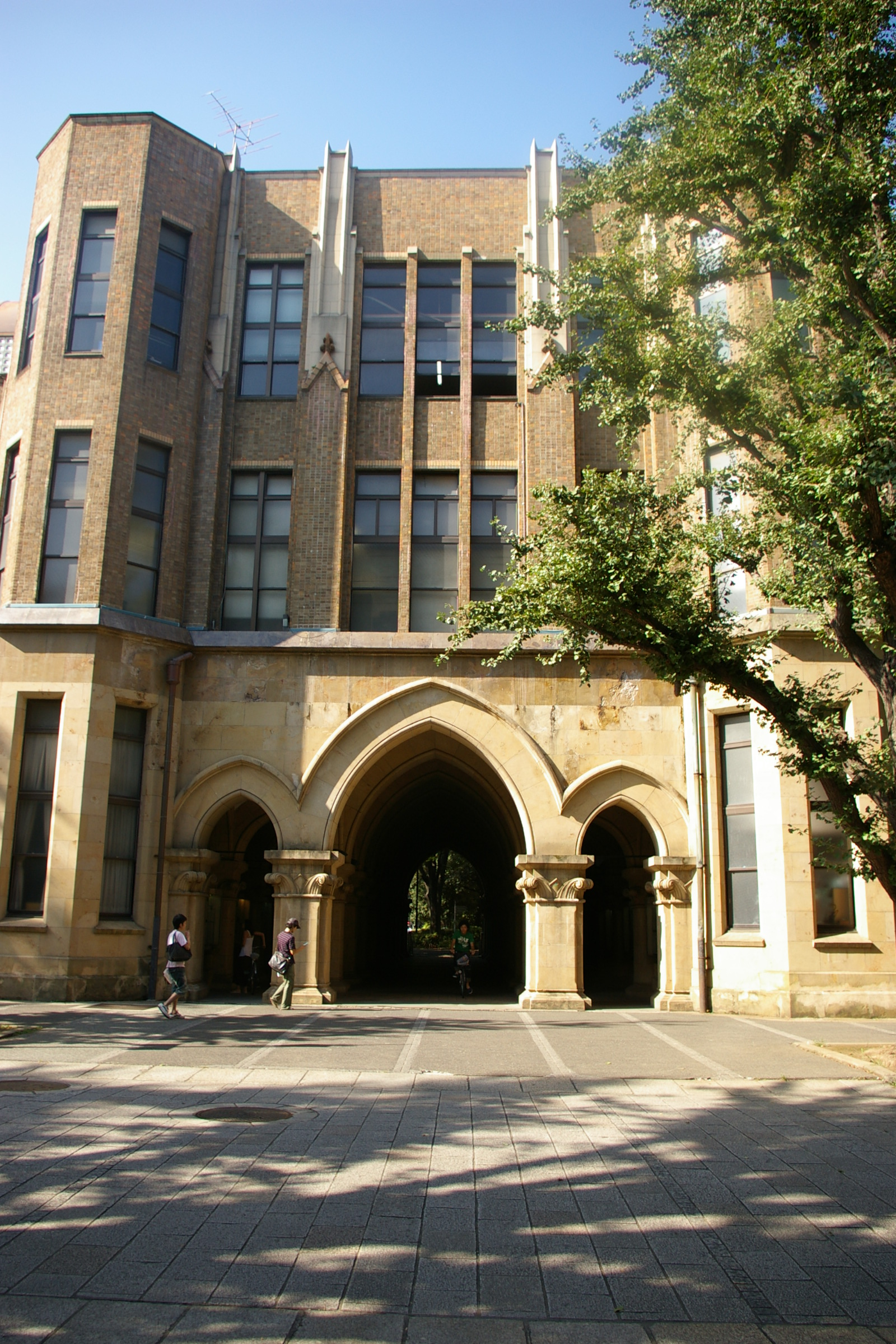
法文2号館

東京大学法学部（とうきょうだいがくほうがくぶ、英称：Faculty of Law, The University of Tokyo）は、東京大学の後期課程に設置される法学部である。また、東京大学大学院法学政治学研究科（とうきょうだいがくだいがくいんほうがくせいじがくけんきゅうか、英称：Graduate Schools for Law and Politics, The University of Tokyo、略称：UTSL）は、同大学大学院に設置される研究科の一つ。
法学部と法学政治学研究科は一体となって運営されているため、この記事で合わせて解説する。

## 沿革

### 略歴

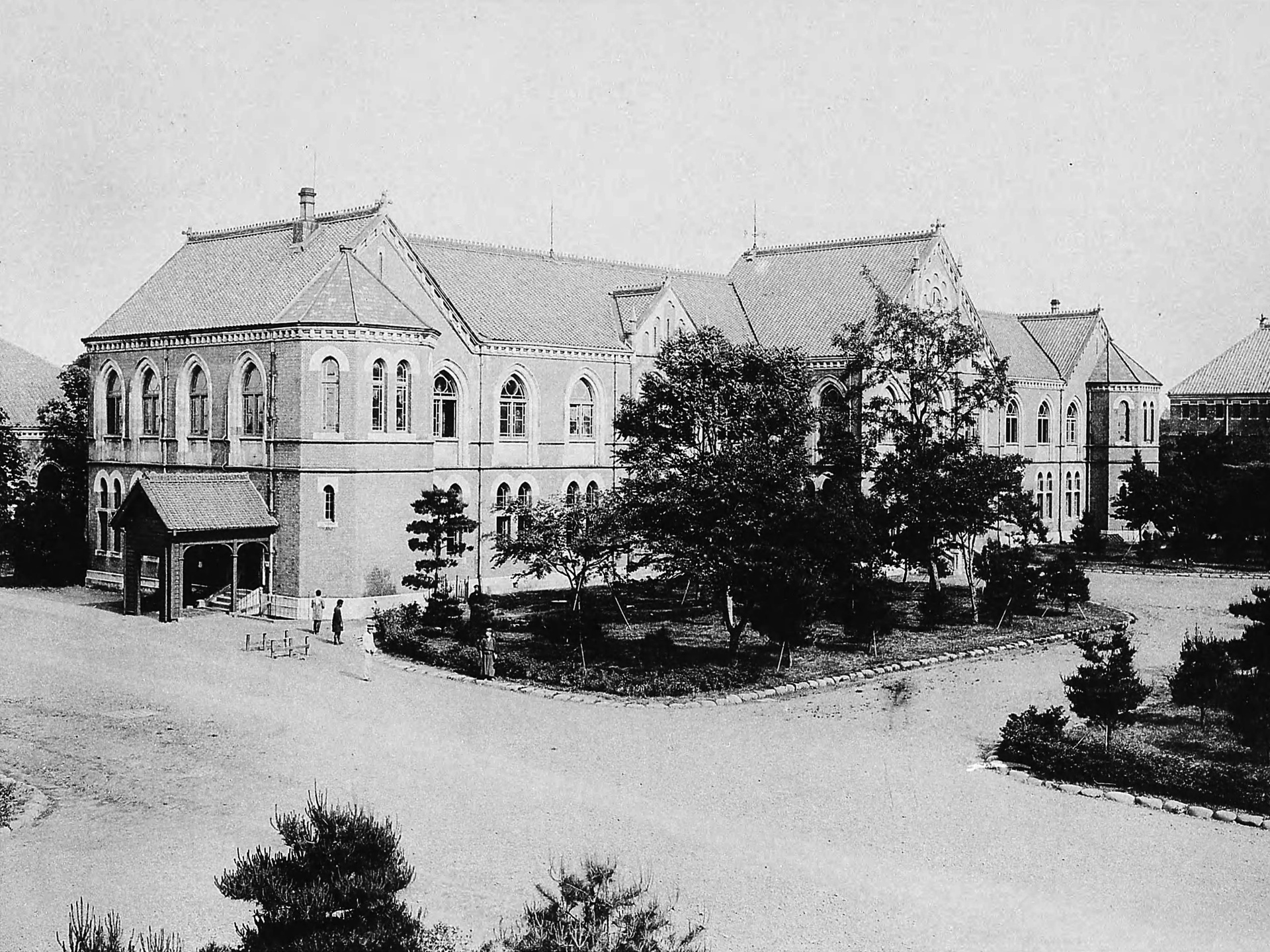
東京帝国大学法文科大学本館（1900年）

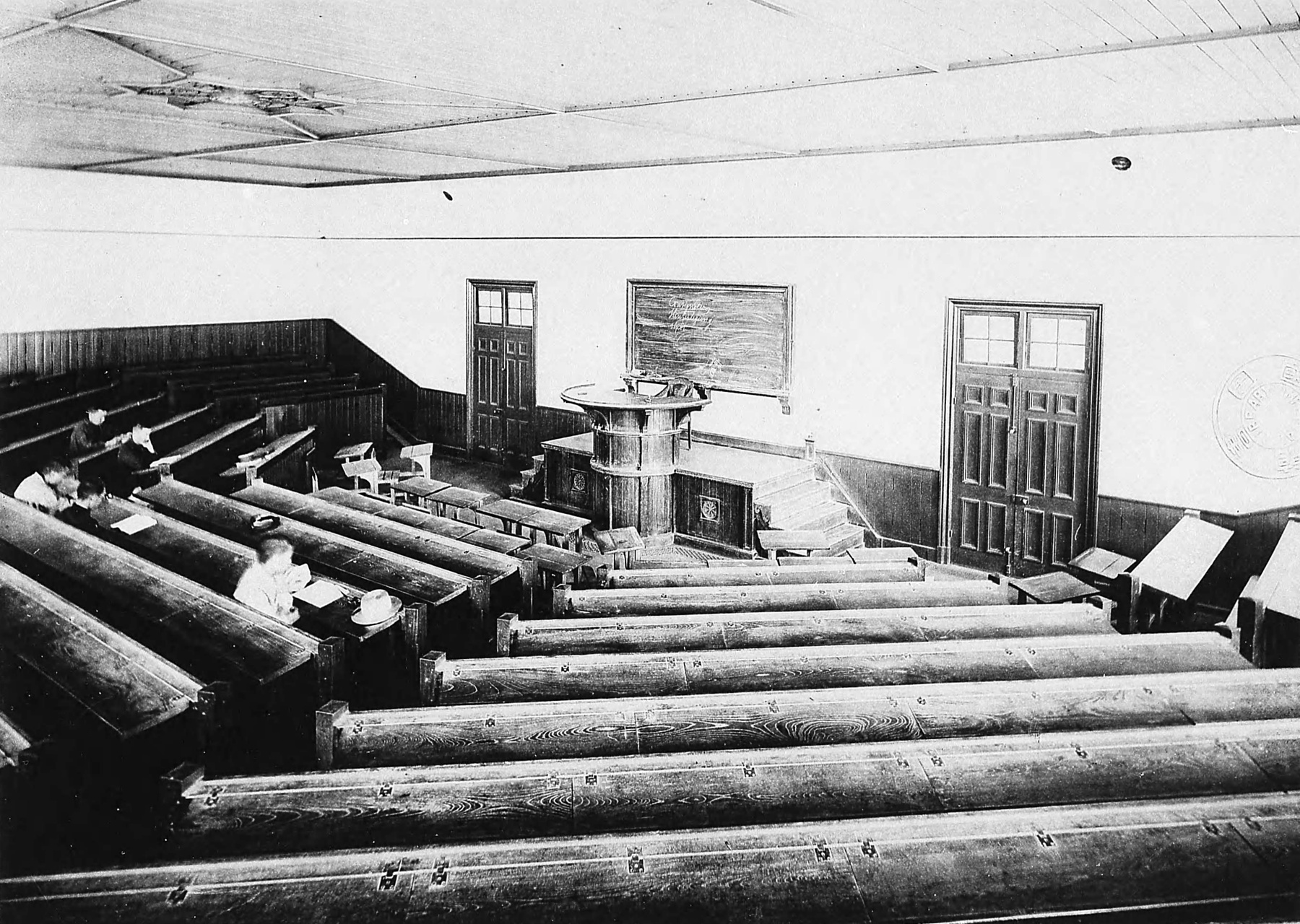
教室内部（1900年）

法学部は1877年の東京大学（（旧）東京大学）設立時からある学部の一つであり、1885年には文学部から移管された政治学及理財学科を統合して「法政学部」と改称されたが、翌1886年には帝国大学法科大学に改編（1897年以降は東京帝国大学法科大学）され法律学科・政治学科が設置された（その後、政治学科から経済学科・商業学科が分離）。1919年には分科大学制が廃止されて東京帝国大学法学部となり、経済学科・商業学科が経済学部として分離独立した。新制大学への移行後、1951年には従来の学科が類に改称された。
一方、大学院に関しては、1953年に新制大学院が設置された当初は、経済学部や文学部の一部も含む部局横断的な研究科として社会科学研究科が設置されていたが、1963年に改組されて法学政治学研究科が設置された。その後の大学院重点化の際には、法学政治学研究科が東京大学で最初に重点化された（1991年）。公法専攻・民刑事法専攻・基礎法学専攻・政治専攻の4専攻が設置されていたが、2004年の法科大学院設置に伴い現在の2専攻に再編された。

### 年表
- 1871年9月 - 司法省明法寮設置。
- 1873年8月 - 開成学校に法学科を含む専門学課程が設置。
- 1874年5月 - 開成学校が東京開成学校に。法学科を含む専門学課程は本科に再編。
- 1875年5月 - 司法省明法寮が司法省法学校に。
- 1877年4月 - 東京開成学校法学科が東京大学法学部に改組。法学部初で唯一の日本人教授に井上良一が就任（1879年1月に自殺）[1][2]。
- 1880年8月 - 東京大学法学部に学士研究科設置。
- 1883年6月 - 東京大学法学部に修業年限3年の別課法学科を設置（1886年4月に廃止）。
- 1884年1月 - 法学協会を設立。
- 1884年8月 - 東京大学法・文学部、本郷校地に移転。
- 1884年12月 - 司法省法学校が文部省所轄の東京法学校に。
- 1885年9月 - 東京大学法学部に東京法学校を統合。
- 1885年12月 - 政治学科・理財学科を文学部から法学部に移し法学部を法政学部と改称。
- 1886年3月 - 東京大学法政学部が帝国大学法科大学に改組。
- 1887年2月 - 国家学会を設立。
- 1887年9月 - 法律学科と政治学科の2学科制となる。
- 1891年8月 - 修業年限を3年から4年に延長。
- 1897年6月 - 帝国大学が東京帝国大学に改称。
- 1901年5月 - 緑会が創立される。
- 1905年8月 - 戸水事件が起こる。
- 1908年7月 - 政治学科から経済学科を分離。
- 1909年6月 - 商業学科を設置。
- 1914年7月 - 修業年限を4年から3年に短縮。
- 1916年1月 - 吉野作造教授が『中央公論』で「憲政の本義を説いて其有終の美を済すの途を論ず」を発表。
- 1918年12月 - 緑会弁論部学生らにより新人会結成（1929年に解散）。
- 1919年2月 - 法科大学が法学部に改組されるとともに、経済学科・商業学科が経済学部として分離独立。
- 1920年10月 - 憲法講座が2講座制となる（美濃部達吉教授が憲法第二講座を兼担）[3]。
- 1927年2月 - 宮武外骨らにより明治新聞雑誌文庫を設立[4]。
- 1935年2月 - 貴族院で美濃部達吉名誉教授の天皇機関説が攻撃される（4月著書発禁）。
- 1947年9月 - 東京帝国大学が東京大学に改称。
- 1949年5月 - 新制の東京大学法学部に改組。第1類（私法コース）、第2類（公法コース）、第3類（政治コース）を置く。
- 1953年3月 - 大学院の社会科学研究科設置。
- 1963年4月 - 社会科学研究科が改組され、法学政治学研究科設置（経済学研究科、社会学研究科と分離）。
- 1991年4月 - 大学院重点化。教員は法学部から大学院法学政治学研究科に所属変更。
- 2004年4月 - 法科大学院（大学院法学政治学研究科法曹養成専攻）設置に伴い、公法専攻・民刑事法専攻・基礎法学専攻・政治専攻の4専攻から総合法政専攻・法曹養成専攻の2専攻に改組。経済学研究科との連携により、公共政策大学院（公共政策学連携研究部・公共政策学教育部）設置。
- 2017年4月 - 第1類（法学総合コース）、第2類（法律プロフェッションコース）、第3類（政治コース）に類を改編。

## 教育および研究

### 組織

#### 法学部
類によって必修科目に多少の相違が見られるが、他学部の学科ほどの差はない。進学振分けは類を区別せずに行い、3年に進級する前に各自の希望で類に分かれる。各類には定員は存在しないため、成績如何によらず学生は希望コースに進学可能であり、進学後の転類も可能である。また卒業後、他の類に学士入学し、1年で卒業することもできる。少数ながら外部からの学士入学者も募集している。全体の定員は415名。2017年度から新しいカリキュラムが施行され、各類のシステムや学習内容なども改編された。
- 第1類（法学総合コース）
- 第2類（法律プロフェッション・コース）
- 第3類（政治コース）

2017年度以前のカリキュラム
- 第1類（私法コース）
- 第2類（公法コース）
- 第3類（政治コース）

#### 法学政治学研究科
- 総合法政専攻（修士課程、博士課程）（法学・政治学系の研究者・教員・その他職業専門人を育成することを主たる目的とする）

実定法学大講座、基礎法学大講座、政治学大講座、協力講座（学際法学、学際政治学）
- 法曹養成専攻（法科大学院）（専門職学位課程）

私法系大講座、公法系大講座、法理論系大講座、法実務系大講座、協力講座（法と社会科学）

#### 附属施設
法学政治学研究科附属
- ビジネスロー・比較法政研究センター (IBC)

比較法政国際センター、ビジネスローセンター、外国法文献センターを統合して2006年に設置した。
- 近代日本法政史料センター（原資料部、明治新聞雑誌文庫）

### 研究

#### 21世紀COEプログラム
法学政治学研究科では、以下の2件が文部科学省の21世紀COEプログラムに採択されている。
- 国家と市場の相互関係におけるソフトロー（2003年度）
- 先進国における《政策システム》の創出（2003年度）

#### グローバルCOEプログラム
法学政治学研究科では、以下の1件が文部科学省のグローバルCOEプログラムに採択されている。
- 国家と市場の相互関係におけるソフトロー（2008年度）

### 教育
法学部の講義は駒場開講科目も含め大教室で行われるものが多く、ゼミや一部の例外的な講義を除き出席確認は取られない。そのため授業にほとんど出席せずに卒業することも可能である。
成績はほぼ年2回の試験のみで決定され、評価は「優上・優・良・可・不可」の5段階。以前は試験の結果「不可」となった、あるいは試験を放棄・欠席するなどして単位が取得できなかった場合に、翌年度にもう一度当該科目の試験を受けなおせる「過年度試験」制度が存在したが、2002年度を最後に過年度試験は廃止された。現在は、翌年度に再度当該科目の履修登録を行うことで、通常の学期末試験を受験して単位を習得することが可能である。
成績優秀者を対象とした表彰制度が存在し、主領域と副領域の双方で取得単位中3分の2以上の「優」を得たものが「卓越」として表彰される。
「卓越」に人数の定めはないものの、毎年10人ほどが受賞している。なお、公式には「首席」は存在しない。
2006年度進学者より演習（少人数のゼミ）が必修となった。

## 歴代法学研究科長および法学部長
歴代法学研究科長および法学部長は以下の通り。
| 代     | 氏名         | 在任時期                | 出身大学                                                         | 専門分野               |
| ------ | ------------ | ----------------------- | ---------------------------------------------------------------- | ---------------------- |
| 初代   | 服部一三     | 1881年07月 - 1882年2月  | ラトガース大学                                                   | （政治家）             |
| 第2代  | 穂積陳重     | 1882年02月 - 1886年2月  | キングス・カレッジ・ロンドン ミドル・テンプル法曹院 ベルリン大学 | 民法・法理学           |
| 第3代  | 渡辺洪基     | 1886年03月 - 1890年5月  | 慶應義塾                                                         | （政治家）             |
| 第4代  | 加藤弘之     | 1890年05月 - 1893年3月  |                                                                  | 政治学                 |
| 第5代  | 濱尾新       | 1893年03月 - 1893年9月  | 慶應義塾・大学南校                                               | （政治家）             |
| 第6代  | 穂積陳重     | 1893年09月 - 1895年10月 | キングス・カレッジ・ロンドン ミドル・テンプル法曹院 ベルリン大学 | 民法・法理学           |
| 第7代  | 富井政章     | 1895年10月 - 1897年6月  | 東京外国語学校                                                   | 民法                   |
| 第8代  | 梅謙次郎     | 1897年06月 - 1897年11月 | 東京外国語学校 司法省法学校                                      | 民法                   |
| 第9代  | 穂積八束     | 1897年11月 - 1911年8月  | 東京大学（官立）                                                 | 憲法・行政法           |
| 第10代 | 土方寧       | 1911年08月 - 1918年7月  | 東京大学（官立）                                                 | 民法                   |
| 第11代 | 小野塚喜平次 | 1918年07月 - 1919年7月  | 帝国大学                                                         | 政治学                 |
| 第12代 | 仁井田益太郎 | 1919年07月 - 1921年6月  | 帝国大学                                                         | 民法・民事訴訟法       |
| 第13代 | 山田三良     | 1921年06月 - 1924年6月  | 帝国大学                                                         | 国際私法               |
| 第14代 | 美濃部達吉   | 1924年06月 - 1927年6月  | 東京帝国大学                                                     | 憲法・行政法           |
| 第15代 | 中田薫       | 1927年06月 - 1930年9月  | 東京帝国大学                                                     | 日本法制史             |
| 第16代 | 穂積重遠     | 1930年09月 - 1933年9月  | 東京帝国大学                                                     | 民法                   |
| 第17代 | 末弘厳太郎   | 1933年09月 - 1936年4月  | 東京帝国大学                                                     | 民法・労働法・法社会学 |
| 第18代 | 穂積重遠     | 1936年04月 - 1937年4月  | 東京帝国大学                                                     | 民法                   |
| 第19代 | 田中耕太郎   | 1937年04月 - 1939年2月  | 東京帝国大学                                                     | 商法・法理学           |
| 第20代 | 穂積重遠     | 1939年02月 - 1942年3月  | 東京帝国大学                                                     | 民法                   |
| 第21代 | 末弘厳太郎   | 1942年03月 - 1945年3月  | 東京帝国大学                                                     | 民法・労働法・法社会学 |
| 第22代 | 南原繁       | 1945年03月 - 1945年12月 | 東京帝国大学                                                     | 政治学・政治史         |
| 第23代 | 我妻栄       | 1945年12月 - 1948年12月 | 東京帝国大学                                                     | 民法                   |
| 第24代 | 横田喜三郎   | 1948年12月 - 1951年3月  | 東京帝国大学                                                     | 国際法                 |
| 第25代 | 宮沢俊義     | 1951年04月 - 1953年3月  | 東京帝国大学                                                     | 憲法                   |
| 第26代 | 尾高朝雄     | 1953年04月 - 1955年3月  | 東京帝国大学                                                     | 法理学                 |
| 第27代 | 岡義武       | 1955年04月 - 1957年3月  | 東京帝国大学                                                     | 政治史                 |
| 第28代 | 鈴木竹雄     | 1957年04月 - 1959年3月  | 東京帝国大学                                                     | 商法                   |
| 第29代 | 田中二郎     | 1959年04月 - 1961年3月  | 東京帝国大学                                                     | 行政法・租税法         |
| 第30代 | 石井照久     | 1961年04月 - 1963年3月  | 東京帝国大学                                                     | 商法・労働法           |
| 第31代 | 團藤重光     | 1963年04月 - 1965年3月  | 東京帝国大学                                                     | 刑事法                 |
| 第32代 | 久保正幡     | 1965年04月 - 1967年3月  | 東京帝国大学                                                     | 西洋法制史             |
| 第33代 | 辻清明       | 1967年04月 - 1968年11月 | 東京帝国大学                                                     | 行政学                 |
| 第34代 | 加藤一郎     | 1968年11月 - 1969年1月  | 東京帝国大学                                                     | 民法                   |
| 第35代 | 平野龍一     | 1969年02月 - 1970年10月 | 東京帝国大学                                                     | 刑事法                 |
| 第36代 | 伊藤正己     | 1970年11月 - 1972年10月 | 東京帝国大学                                                     | 英米法・憲法           |
| 第37代 | 斎藤眞       | 1972年11月 - 1974年3月  | 東京帝国大学                                                     | アメリカ政治史         |
| 第38代 | 池原季雄     | 1974年04月 - 1976年3月  | 東京帝国大学                                                     | 国際私法               |
| 第39代 | 三ヶ月章     | 1976年04月 - 1978年3月  | 東京帝国大学                                                     | 民事訴訟法             |
| 第40代 | 福田歓一     | 1978年04月 - 1980年3月  | 東京大学                                                         | 西洋政治思想史         |
| 第41代 | 芦部信喜     | 1980年04月 - 1982年3月  | 東京大学                                                         | 憲法                   |
| 第42代 | 田中英夫     | 1982年04月 - 1984年3月  | 東京大学                                                         | 英米法                 |
| 第43代 | 松尾浩也     | 1984年04月 - 1986年3月  | 東京大学                                                         | 刑事訴訟法             |
| 第44代 | 盬野宏       | 1986年04月 - 1988年3月  | 東京大学                                                         | 行政法                 |
| 第45代 | 新堂幸司     | 1988年04月 - 1990年3月  | 東京大学                                                         | 民事訴訟法             |
| 第46代 | 石井紫郎     | 1990年04月 - 1992年3月  | 東京大学                                                         | 日本法制史             |
| 第47代 | 西尾勝       | 1992年04月 - 1994年3月  | 東京大学                                                         | 行政学                 |
| 第48代 | 三谷太一郎   | 1994年04月 - 1996年3月  | 東京大学                                                         | 日本政治外交史         |
| 第49代 | 青山善充     | 1996年04月 - 1998年3月  | 東京大学                                                         | 民事訴訟法             |
| 第50代 | 佐々木毅     | 1998年04月 - 2000年3月  | 東京大学                                                         | 西洋政治思想史         |
| 第51代 | 渡辺浩       | 2000年04月 - 2002年3月  | 東京大学                                                         | 日本政治思想史         |
| 第52代 | 菅野和夫     | 2002年04月 - 2004年3月  | 東京大学                                                         | 労働法                 |
| 第53代 | 高橋宏志     | 2004年04月 - 2007年3月  | 東京大学                                                         | 民事訴訟法             |
| 第54代 | 井上正仁     | 2007年04月 - 2010年3月  | 東京大学                                                         | 刑事訴訟法             |
| 第55代 | 山下友信     | 2010年04月 - 2012年3月  | 東京大学                                                         | 商法・保険法           |
| 第56代 | 山口厚       | 2012年04月 - 2014年3月  | 東京大学                                                         | 刑法                   |
| 第57代 | 西川洋一     | 2014年04月 - 2016年3月  | 東京大学                                                         | 西洋法制史             |
| 第58代 | 岩村正彦     | 2016年04月 - 2019年3月  | 東京大学                                                         | 社会保障法             |
| 第59代 | 大澤裕       | 2019年04月 - 2022年3月  | 東京大学                                                         | 刑事訴訟法             |
| 第60代 | 山本隆司     | 2022年04月 - 2025年3月  | 東京大学                                                         | 行政法                 |
| 第61代 | 沖野眞已     | 2025年04月 - 2025年7月  | 東京大学                                                         | 民法                   |
| 第62代 | 橋爪隆       | 2025年07月 - 現職       | 東京大学                                                         | 刑法                   |

歴代法曹養成専攻長は以下の通り。
| 代     | 氏名       | 在任時期                | 出身大学 | 専門分野     |
| ------ | ---------- | ----------------------- | -------- | ------------ |
| 初代   | 井上正仁   | 2004年04月 - 2005年3月  | 東京大学 | 刑事訴訟法   |
| 第2代  | 山下友信   | 2005年04月 - 2006年3月  | 東京大学 | 商法・保険法 |
| 第3代  | 山口厚     | 2006年04月 - 2007年3月  | 東京大学 | 刑法         |
| 第4代  | 長谷部恭男 | 2007年04月 - 2008年12月 | 東京大学 | 憲法         |
| 第5代  | 佐伯仁志   | 2009年01月 - 2009年12月 | 東京大学 | 刑法         |
| 第6代  | 大村敦志   | 2010年01月 - 2010年12月 | 東京大学 | 民法         |
| 第7代  | 荒木尚志   | 2011年01月 - 2011年12月 | 東京大学 | 労働法       |
| 第8代  | 松下淳一   | 2012年01月 - 2013年12月 | 東京大学 | 民事訴訟法   |
| 第9代  | 白石忠志   | 2014年01月 - 2016年3月  | 東京大学 | 経済法       |
| 第10代 | 川出敏裕   | 2016年04月 - 2018年3月  | 東京大学 | 刑事学       |
| 第11代 | 沖野眞已   | 2018年04月 - 2019年3月  | 東京大学 | 民法         |
| 第12代 | 橋爪隆     | 2019年04月 - 2021年3月  | 東京大学 | 刑法         |
| 第13代 | 畑瑞穂     | 2021年04月 - 2023年3月  | 東京大学 | 民事訴訟法   |
| 第14代 | 垣内秀介   | 2023年04月 - 2024年3月  | 東京大学 | 民事訴訟法   |
| 第15代 | 宍戸常寿   | 2024年04月 - 現職       | 東京大学 | 憲法         |

## 学生生活
法学部自治会の通称を元に法学部のことを緑会と呼ぶことがある。ちなみに法学部自治会の通称は、東京大学法学部のスクールカラーが   緑であることに由来している。
- 東京大学法学部緑会合唱団

## 施設
- キャンパスについて → 東京大学本郷地区キャンパス#本郷キャンパスを参照
- 代表的な建造物について → 東京大学の建造物#法学部を参照

## 司法試験合格率
東京大学法科大学院は、司法試験合格率が78.91%であり、全国の法科大学院中、第3位となった（平成17年 - 平成29年度修了者）。
令和4年度司法試験では合格率が60.94%であり、全国の法科大学院中、第2位となった。